# Абора, Стэнли (младший)
Стэ́нли Опо́ку Або́ра (англ. Stanley Opoku Aborah; род. 23 июня 1987, Кумаси) — бельгийский футболист, игравший на позиции полузащитника.
Ранее выступал за «Аякс», «Ден Бос», «Дендер», «Тренчин», «Джиллингем», «Каппеллен», «Витесс», «Мура 05», «Ференцварош», «Ноттс Каунти» и «Портсмут».

## Ранние годы
Стэнли родился 23 июня 1987 года в городе Кумаси, в семье футболиста Стэнли Аборы, который только начинал свою футбольную карьеру, выступая в местном клубе «Асанте Котоко». В начале 1990-х Стэнли вместе с семьёй переехал жить в Бельгию, где его отец в это время выступал за клуб «Каппеллен».

## Клубная карьера
Младший Абора стал играть в детской команде «Каппеллена», в которой играл до 9-летнего возраста четыре с половиной года. Затем юный футболист был принят в юношеский состав «Андерлехта». Именно в этом клубе, по мнению самого Стэнли, он забил свой самый лучший гол, когда ему было одиннадцать лет.
Абора также выступал за юношеские составы клубов «Гент» и «Жерминаль Беерсхот». В 2001 году он попал в футбольную школу амстердамского «Аякса» и переехал в Нидерланды.

### Академия «Аякса»
Четырнадцатилетний Абора приглянулся «Аяксу» на международном детском турнире в Италии, а учитывая партнёрские отношения с бельгийским клубом, то заполучить молодого футболиста не составило никаких проблем. Стэнли стал играть в команде «Аякс» Б1, под руководством Вима Квакмана, и в первом же сезоне стал чемпионом Нидерландов в возрастной категории до 17 лет.
В июле 2004 года Абора подписал с «Аяксом» свой первый профессиональный контракт и окончательно был переведён в резервный состав клуба («Йонг Аякс»), которым руководили сразу два тренера — Джон ван ’т Схип и Марко ван Бастен; последний из них покинул клуб в конце июля и возглавил сборную Нидерландов. Новичками резерва также стали Кеннет Вермер, Жерджиньо Сахадевсинг и Эммануэл Боаки.
Первую игру за резерв в сезоне 2004/05 юный полузащитник провёл 7 августа в матче 1-го раунда Кубка Нидерландов против любительского клуба «Рохда Ралте» и сразу отметился забитым голом. Абора сравнял счёт в матче на 19-й минуте, но в концовке встречи хозяевам поля удалось вырвать победу — 2:1.
28 августа «Йонг Аякс» провёл первую игру в турнире дублёров чемпионата Нидерландов, обыграв дома «Йонг Твенте» со счётом 2:0. Стэнли провёл на поле 80 минут и был заменён на Мюллер ван Моппеса. В следующем матче он забил мяч в ворота клуба «Йонг Витесс/АГОВВ», а через полтора месяца, попал в первую команду «Аякса».

### Первая команда «Аякса»
В октябре 2004 года, главный тренер клуба Роналд Куман перевёл 17-летнего Абору в основной состав. Во многом это было связано с травмами ведущих игроков — Рафаэла ван дер Варта и Томаша Галасека.
Дебют полузащитника состоялся 16 октября в матче 8-го тура Эредивизи против «Херенвена». Абора остался в запасе, но вышел во втором тайме, когда «Аякс» уже уступал со счётом 1:2. Заменив защитника Эскюде Стэнли действовал на поле слишком глубоко и не эффективно. В конце матча Селакович забил третий гол, принеся своей команде гостевую победу, а «аяксидам» — первое поражение в сезоне.
Спустя три дня, 19 октября Стэнли дебютировал в Лиге чемпионов УЕФА в матче против израильского «Маккаби», проходящего в рамках 6-го тура группового турнира. Как и в предыдущей встрече, полузащитник оказался в числе запасных и появился на поле во втором тайме, вновь заменив капитана команды ван дер Варта. Ещё в первом тайме подопечные Роналда Кумана, забив три мяча в ворота Штраубера, по сути, решили исход матча. В середине второго тайма Куман сделал сразу три замены, выпустив молодых игроков — Бухари, Абору и де Риддера. Стэнли, сыгравший в нападении, имел несколько моментов, чтобы отличиться, но в итоге счёт матча больше не изменился. После игры Куман похвалил своего юного футболиста: «Это очень талантливый игрок, ему только 17 лет. Он физически сильный, имеет скорость, и его ждёт большое будущее».
До конца года Абора ещё дважды появлялся на поле в составе «Аякса», в игре с ПСВ и «Розендалом». Попутно он продолжал выступать за резервный состав клуба, причём довольно результативно, так, 9 декабря в игре с «Йонг Валвейк», Стэнли сделал дубль за две минуты, поразив ворота на 28-й и 29-й минутах, соответственно. В апреле 2005 года он отметился хет-триком в матче против «Йонг Витесс/АГОВВ». За сезон Стэнли сыграл за резервистов 19 матчей и забил 9 голов, а также стал чемпионом Нидерландов среди дублирующих команд.
В мае 2005 года Стэнли стал лучшим бомбардиром турнира Кубок Амстердама в составе юношеской команды «Аякс» А1 (тренер: Джон ван ден Бром). В финальной игре амстердамцы с минимальным счётом уступили греческому «Панатинаикосу». Памятный приз он получил из рук Рюда Крола.

### Аренда в «Ден Босе» и «Дендер»
Перед началом сезона 2005/06 у Аборы было мало шансов пробиться в основной состав; игрок по-прежнему играл за дублирующий состав амстердамцев и его отношения с главным тренером были не самыми лучшими. В октябре «Аякс» и клуб «Ден Бос» договорились об аренде полузащитника до 1 июля 2006 года. До этого времени игрок успел забить за «Йонг Аякс» 4 гола в 6 встречах чемпионата.
В команде, руководимой Тео Босом, Стэнли дебютировал в гостевом матче Эрстедивизи с «Телстаром» (2:0), состоявшемся 6 ноября. Несмотря на поражение, Абора получил хорошую оценку за игру. Примечательно, что Тео Бос в первых матчах Аборы использовал его на позиции нападающего. 28 ноября, в игре с «Омниворлдом», Стэнли забил свой первый гол в профессиональной карьере, отличившись на 90-й минуте, и тем самым установив окончательный счёт в матче — 1:1.
За сезон Абора в составе «Ден Боса» отыграл 21 матч, в которых забил 3 гола и сделал 7 результативных передач.
После окончания аренды руководство «Аякса» позволило футболисту вести переговоры с любой из команд, несмотря на действующий ещё год контракт. В течение полгода Абора побывал на просмотрах в различных клубах, таких как, английский «Мидлсбро», французский «Канн», немецкие «Гамбург» и «Арминия», бельгийские «Льерс» и «Зюлте-Варегем».
В январе 2007 года, на правах свободного агента, Стэнли до конца сезона заключил контракт с бельгийским клубом «Дендер», выступающим во втором дивизионе; на тот момент команда Жан-Пьера Ванде Велде была лидером чемпионата. Абора дебютировал за клуб 14 апреля, выйдя на замену в игре с «Юнионом». Стэнли появился на поле на 79-й минуте вместо полузащитника Ваутера Дегроте, к этому времени его команда вела 3:0; с этим же счётом матч и завершился. Он сыграл в мае ещё в двух матчах этого чемпионата, а после окончания сезона покинул клуб.

### Возвращение в «Ден Бос»

#### Сезон 2007/08
24 мая 2007 года Абора подписал двухлетней контракт с клубом «Ден Бос», за который ранее уже выступал на правах аренды. Первую игру за клуб он сыграл 7 июля в товарищеском матче против любительского клуба «Ден Дюнген», завершившимся разгромной победой «Ден Боса» — 10:0; Стэнли отыграл весь первый тайм, а затем был заменён. Абора сыграл ещё в трёх товарищеских матчах, перед тем, как 25 июля получил серьёзную травму лодыжки в игре с «Эйндховеном», в связи с чем он был вынужден пропустить большую часть сезона 2007/08.

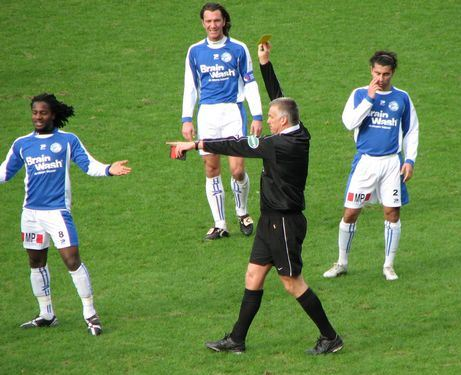
Абора получает предупреждение в матче с АДО (3 февраля 2008 года).

В середине января 2008 года Стэнли провёл первую игру после травмы, отыграв 25 минут в матче с «Хелмонд Спорт», проходящем в рамках 21-тура Эрстедивизи. В оставшейся части сезона 2007/08 Абора провёл 16 матчей, забил 3 гола — в ворота «Эммена», «Гоу Эхед Иглз» и «Маастрихта».
«Ден Бос» по итогам сезона занял высокое третье место и получил право сыграть в матчах плей-офф за попадание в Высший дивизион Нидерландов. Соперником «драконов» стал клуб «Зволле», финишировавший в турнирной таблице строчкой ниже. В первой игре футболисты «Ден Боса» одержали победу с минимальным счётом (1:0), а в ответном матче на стадионе Де Влирт подопечные Тео Боса уступили «Зволле», проиграв 1:2.
Победителя пары должен был выявить третий матч, который состоялся 7 мая. Для игроков «Ден Боса» встреча складывалась неудачно, уже к 20-й минуте они остались в меньшинстве, после сомнительного удаления Бекманса. В середине второго тайма, на 62-й минуте, вышедший на замену форвард «Зволле» Тозе Марекко открыл счёт; «Ден Бос» мог забить, но главный арбитр не увидел игры рукой Мойсандера и не назначил пенальти, а за разговоры предупредил защитника гостей Ван ден Берга. «Зволле» одержал победу и вышел в следующий раунд плей-офф.

#### Сезон 2008/09
Новый сезон, как и в прошлом году, «Ден Бос» начал с товарищеской игры с клубом «Ден Дюнген»; Абора отметился одним голом, а его команда одержала убедительную победу со счётом 8:0. Первый матч в Эрстедивизи 2008/09 Стэнли провёл 8 августа против «Валвейка», матч закончился вничью — 1:1. Первый гол в чемпионате он забил 22 августа в матче 3-го тура против «Апелдорна» — после подачи углового, Арьян Эббинге, стоявший у ближней штанги, головой сделал скидку на дальнюю штангу, где Абора в прыжке головой переправил мяч по замысловатой дуге в ворота.
В Кубке Нидерландов Стэнли провёл первый матч 23 сентября против «Харлема». Игра завершилась со счётом 2:1 в пользу «Ден Боса», причём решающий гол был забит на 90-й минуте. Уже в следующем раунде «драконы» уступили на выезде «Эксельсиору» из Роттердама, таким образом, завершив своё выступление в кубке страны.
В январе 2009 года Стэнли получил травму и лишь через два месяца он смог вернуться на поле. Всего Абора провёл в чемпионате двадцать один матч и забил три гола. «Ден Бос» по итогам сезона занял лишь девятое место; ещё в январе 2009 года главный тренер Тео Бос покинул команду и возглавил «Витесс», а на его место до конца сезона был назначен тренерский триумвират, состоящий из ван Гринсвена, Схолтена и ван дер Хорна.
Его контракт с клубом истекал 1 июля, но ещё в мае появилась информация, что «Ден Бос» не намерен продлевать соглашение с футболистом.

### «Тренчин» и «Джиллингем»
В ноябре 2009 года Абора встретился с экс-нападающим «Аякса» Тшеу Ла Линь, работавшим на руководящей должности в словацком клубе «Тренчин». Вскоре Стэнли стал тренироваться в составе дублирующего состава «Тренчина», а в январе 2010 года заключил с клубом контракт до конца сезона.
За резервный состав Стэнли впервые сыграл 6 февраля 2010 года в спарринге с клубом «Дубница»; он появился на поле на 46-й минуте встречи, заменив Хорхе Салинаса. Шесть дней спустя, Абора вышел в стартовом составе на игру против дублёров «Опавы» из Чехии, но дебютировать в первой команде ему не удалось.
В июле 2010 года Стэнли находился на просмотре в английском клубе «Джиллингем», а уже в августе с ним был подписан краткосрочный контракт по схеме месяц+месяц. Однако практически сразу у футболиста возникли проблемы со здоровьем; в одной из товарищеских игр он травмировал бедро.
10 сентября Абора впервые после травмы сыграл за резервистов «Джиллингема», а на следующий день попал в заявку на матч 6-го тура Второй лиги Англии с «Шрусбери Тауном», но на поле он так и не появился. Тем не менее 18 сентября Стэнли всё же дебютировал за «Джиллс», выйдя на замену в гостевой игре против «Брэдфорда» (1:0).
4 октября главный тренер Энди Гессентхалер сообщил, что краткосрочный контракт Аборы не будет продлён.

### «Каппеллен»
15 декабря 2010 года Абора стал игроком бельгийского клуба «Каппеллен», в котором когда-то начинал свою карьеру. Он был заявлен под 23 номером. В сезоне 2010/11 команда выступала в третьей по силе лиге Бельгии, а её тренером был Стив Ван Гил.
Свой первый официальный матч в составе клуба Стэнли провёл 9 января 2011 года в игре 20-го тура против «Ронсе». Через неделю он забил первые голы за «Каппеллен», отметившись дублем в ворота «Изегема» (2:2).
За пять месяцев Абора сыграл в чемпионате 14 матчей и забил 8 голов. «Каппеллен» по итогам сезона не смог избежать матчей плей-офф за сохранение прописки в третьей лиге, заняв 16 место. В первом матче плей-офф, состоявшемся 22 мая, «красно-жёлтые» одолели клуб «Валлония Вален», а в следующем раунде с минимальным счётом (1:0) проиграли «Олимпии» и покинули третью лигу Бельгии. После окончания сезона Абора вновь стал свободным агентом, в свою очередь болельщики «Каппеллена» включили его отца в состав команды, собранной из лучших игроков клуба за последние двадцать лет.

### «Витесс»
В августе 2011 года появилась информация, что Абора тренируется в составе молодёжной команды «Витесса» из нидерландского Арнема. 21 сентября пресс-служба «Витесса» официально объявила, что 24-летний полузащитник подписал контракт с командой до конца сезона 2011/12.

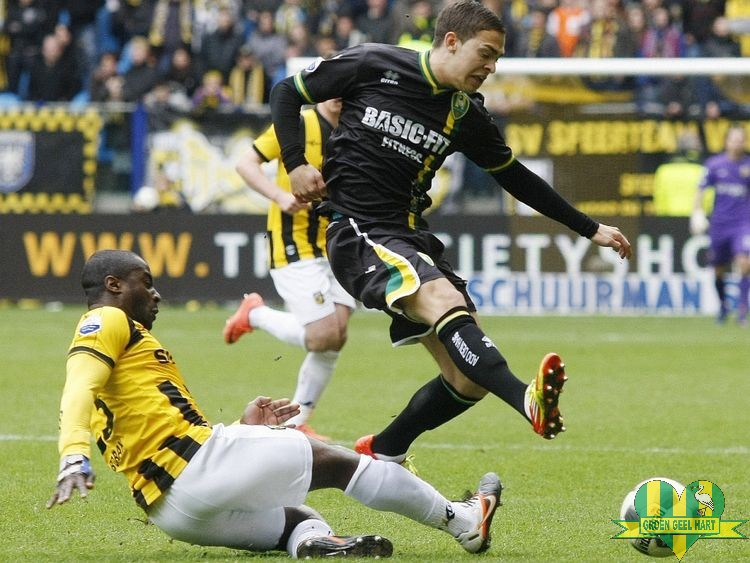
Стэнли в игре «Витесс» — АДО (15 апреля 2012 года).

В составе «Витесса» он дебютировал 16 октября в матче 9-го тура Эредивизи с НЕК, в котором его клуб выиграл 0:1. Стэнли был заявлен в качестве запасного, однако уже на 11-й минуте полузащитник вышел на поле, заменив травмированного нападающего Юлиана Йеннера. Во втором тайме на 57-й минуте обе команды осталась в меньшинстве. За обоюдную драку главный арбитр Видемейер удалил с поля Конбоя (НЕК) и автора гола Чантурию. На 77-й минуте на подходе к штрафной площади Абора попытался накрыть удар Райана Колвейка, но угодил прямой ногой восьмому номеру в голеностоп, в итоге судья показал ему прямую красную карточку.
Свой первый гол в чемпионате за «Витесс» Стэнли забил 4 декабря. Это произошло в домашнем матче против «Валвейка», когда он на 45-й минуте ударом головой замкнул передачу со штрафного в исполнении ван дер Хейдена. Матч завершился разгромной победой хозяев поля со счётом 4:0.
В Кубке Нидерландов 2011/12 Стэнли провёл две игры. В 1/8 финала кубка «Витесс» встречался на выезде с «Эйндховеном» (1:2), в том матче Абора отметился голом и результативным пасом. В матче 1/4 финала против «Херенвена» он также отметился голом, открыв счёт на 41-й минуте. Во втором тайме на 67-й минуте гости смогли сравнять счёт, а спустя четыре минуты Бас Дост забил победный для «Херенвена» гол.
В чемпионате Нидерландов 2011/12 Стэнли отметился лишь одним забитым голом в тринадцати матчах. 17 апреля 2012 года было объявлено, что Абора не намерен продлевать контракт и покинет «Витесс» по окончании сезона. 13 мая, перед началом матча с НЕК, Абора, в присутствии своей дочери, официально попрощался с болельщиками «Витесса».

### «Мура 05»
Став свободным агентом, Абора в конце августа 2012 года заключил контракт на один год со словенским клубом «Мура 05». Одноклубником Стэнли также стал нападающий Дьянджи Матусива, вместе с которым он выступал за «Ден Бос». Позже к команде присоединения Эммануэл Боаки, поигравший со Стэнли за молодёжный состав «Аякса». Появление трёх иностранцев в команде было обусловлено тем, что у клуба появились инвесторы из Нидерландов.
В январе 2013 года, получив разрешение от своего нынешнего клуба, Абора отправился на сбор в Турцию с нидерландским клубом «Эммен». В том же месяце он получил статус свободного игрока, а уже 24 числа сыграл за «Эммен» в товарищеском матче против «Йонг Гронинген».

### «Ференцварош»
Так и не заключив с «Эмменом» контракт Стэнли отправился на просмотр в венгерский «Ференцварош», возглавляемый нидерландцем Рикардо Монизом. 28 января он впервые вышел в составе «зелёных орлов» в товарищеском матче с клубом «Вац». Позже Абора отправился в Турцию, где свой сбор проводил датский клуб «Брондбю». 15 февраля Стэнли отыграл 12 минут в товарищеском матче против румынского клуба «Пандурий», выйдя на замену. Покинув сбор «Брондбю», Абора отправился обратно в Будапешт, где заключил контракт с местным клубом «Ференцварош».
Абора отличился в первом же матче чемпионата Венгрии, забив гол в ворота клуба «Ломбард». Встреча завершилась уверенной победой «Ференцвароша» — 3:0. Через три дня он сыграл в Кубке лиги, всё против того же «Ломбарда», но на этот раз его команды потерпела поражение 2:4. Однако этот счёт позволил «Ференцварошу» пройти в полуфинал, благодаря забитым голам на выезде и победе в первом матче. В полуфинале, обыграв по сумме двух встреч «Эгри», «Ференцварош» вышел в финал Кубка Лиги; Абора принял участие только в первой полуфинальной игре и отметился забитым голом. В финале против «Видеотона», состоявшемся 24 апреля на стадионе «Состой», Стэнли оформил дубль, а его команда одержала крупную победу со счётом 5:1 и впервые в своей истории выиграла Кубок лиги.

### «Ноттс Каунти»
17 июля 2015 года, после двухлетнего перерыва, Абора возобновил свою карьеру, подписав двухлетний контракт с английским клубом «Ноттс Каунти».

## Личная жизнь
Абора женат, у него есть дочь. У Стэнли есть две сестры и сводный брат Дензел, все они младше него. Дензел, родившийся от второго брака Аборы старшего, тоже стал футболистом.
Своим любимым блюдом считает варёный рис с томатным соусом.

## Достижения
«Ференцварош»
- Обладатель Кубка венгерской лиги: 2012/13

## Статистика по сезонам
| Клуб             | Сезон            | Лига | Лига | Кубок | Кубок | Кубок лиги | Кубок лиги | Европейские кубки | Европейские кубки | Прочие | Прочие | Итого | Итого |
| Клуб             | Сезон            | Игры | Голы | Игры  | Голы  | Игры       | Голы       | Игры              | Голы              | Игры   | Голы   | Игры  | Голы  |
| ---------------- | ---------------- | ---- | ---- | ----- | ----- | ---------- | ---------- | ----------------- | ----------------- | ------ | ------ | ----- | ----- |
| Аякс             | 2004/05          | 4    | 0    | 0     | 0     |            |            | 1                 | 0                 |        |        | 5     | 0     |
| Аякс             | Итого            | 4    | 0    | 0     | 0     |            |            | 1                 | 0                 |        |        | 5     | 0     |
| → Ден Бос        | 2005/06          | 21   | 3    | 0     | 0     |            |            |                   |                   |        |        | 21    | 3     |
| → Ден Бос        | Итого            | 21   | 3    | 0     | 0     |            |            |                   |                   |        |        | 21    | 3     |
| Дендер           | 2007             | 3    | 0    | 0     | 0     |            |            |                   |                   |        |        | 3     | 0     |
| Дендер           | Итого            | 3    | 0    | 0     | 0     |            |            |                   |                   |        |        | 3     | 0     |
| Ден Бос          | 2007/08          | 16   | 3    | 0     | 0     |            |            |                   |                   | 3      | 0      | 19    | 3     |
| Ден Бос          | 2008/09          | 21   | 3    | 2     | 0     |            |            |                   |                   |        |        | 23    | 3     |
| Ден Бос          | Итого            | 37   | 6    | 2     | 0     |            |            |                   |                   | 3      | 0      | 42    | 6     |
| Джиллингем       | 2010             | 1    | 0    | 0     | 0     |            |            |                   |                   |        |        | 1     | 0     |
| Джиллингем       | Итого            | 1    | 0    | 0     | 0     |            |            |                   |                   |        |        | 1     | 0     |
| Каппеллен        | 2010/11          | 14   | 8    | 0     | 0     |            |            |                   |                   | 2      | 0      | 16    | 8     |
| Каппеллен        | Итого            | 14   | 8    | 0     | 0     |            |            |                   |                   | 2      | 0      | 16    | 8     |
| Витесс           | 2011/12          | 13   | 1    | 2     | 2     |            |            |                   |                   |        |        | 15    | 3     |
| Витесс           | Итого            | 13   | 1    | 2     | 2     |            |            |                   |                   |        |        | 15    | 3     |
| Мура 05          | 2012/13          | 12   | 1    | 0     | 0     |            |            |                   |                   |        |        | 12    | 1     |
| Мура 05          | Итого            | 12   | 1    | 0     | 0     |            |            |                   |                   |        |        | 12    | 1     |
| Ференцварош      | 2012/13          | 7    | 1    | 0     | 0     | 3          | 3          |                   |                   |        |        | 10    | 4     |
| Ференцварош      | Итого            | 7    | 1    | 0     | 0     | 3          | 3          |                   |                   |        |        | 10    | 4     |
| Ноттс Каунти     | 2015/16          | 26   | 1    | 1     | 0     | 4          | 0          |                   |                   |        |        | 31    | 1     |
| Ноттс Каунти     | 2016/17          | 8    | 0    | 1     | 0     | 2          | 0          |                   |                   |        |        | 11    | 0     |
| Ноттс Каунти     | Итого            | 34   | 1    | 2     | 0     | 6          | 0          |                   |                   |        |        | 42    | 1     |
| Уотерфорд        | 2018/19          | 24   | 3    | 1     | 1     |            |            |                   |                   |        |        | 25    | 4     |
| Уотерфорд        | Итого            | 24   | 3    | 1     | 1     |            |            |                   |                   |        |        | 25    | 4     |
| Всего за карьеру | Всего за карьеру | 170  | 24   | 7     | 3     | 9          | 3          | 1                 | 0                 | 5      | 0      | 192   | 30    |